# Farfisa Syntorchestra
| Farfisa Syntorchestra | Farfisa Syntorchestra             |
| Allgemeines           | Allgemeines                       |
| --------------------- | --------------------------------- |
| Hersteller            | Farfisa                           |
| Typ                   | Streicherkeyboard                 |
| Zeitraum              | 1975–1978                         |
| Preis                 | DM 1998 (1975)                    |
| Klangbeispiel         |                                   |
| Technische Daten      |                                   |
| Polyphonie            | ja, 6 Stimmen                     |
| Multitimbralität      | ja, zweifach                      |
| Klangsynthese         | analog subtraktiv                 |
| Filter                | Tiefpass                          |
| Envelope              | zweistufig (Attack, Decay)        |
| Effekte               | Vibrato, Pitch-Bender, Portamento |
| Eingabe und Ausgabe   |                                   |
| Klaviatur             | 37 Tasten                         |
| Pedale                | Volume-Pedal                      |
| Ext. Synchr.          | keine                             |
| Tonausgabe            | Mono und Stereo                   |

Das Farfisa Syntorchestra, oft fälschlich Synthorchestra und alternativ auch mit dem Zusatz Stereo beworben, ist ein analoges Streicherkeyboard der italienischen Firma Farfisa. Es wurde 1975 vorgestellt und unter anderem von bekannten Künstlern der Berliner Schule wie Manuel Göttsching und Klaus Schulze verwendet.

## Das Instrument

### Klaviatur und Bedienung
Das Syntorchestra ist mit einer 37-tastigen Klaviatur ausgestattet und deckt insgesamt drei Oktaven inklusive einer zusätzlichen C-Taste ab. Es verfügt über vorgegebene Klänge, welche mit Kippschaltern auf der Vorderseite unterhalb der Tastatur auswählbar und in zwei Sektionen unterteilt sind. Diese Sektionen können einzeln stummgeschaltet werden (Cancel-Kippschalter). Es können vier polyphone Stimmen (Posaune, Trompete, Klavier und Bratsche) sowie neun monophone Stimmen (Tuba, Posaune, Trompete, Baritonsaxophon, Altsaxophon, Bassflöte, Flöte, Piccolo und Geige) ausgewählt werden. Je eine monophone sowie eine polyphone Stimme sind kombinierbar. Wie bei Streicherkeyboards der 1970er-Jahre üblich handelt es sich nur um simple Klangnachahmungen, die jedoch einen weiten Klangspielraum abdecken. Die monophone Sektion kann mit einem Drehregler im Verhältnis zur polyphonen Sektion um eine Terz, Quinte oder Sexte transponiert werden.
Zur Klanggestaltung verfügt das Instrument unter anderem über ein zweistufiges Portamento. Zentral unter der Klaviatur befindet sich ein kleiner Kippschalter, mit dem das Portamento dauerhaft aktiviert werden kann, sowie eine große Wippe, die durch eine Feder automatisch wieder in die Ausgangsposition zurückkehrt und für den temporären Einsatz des Effekts vorgesehen ist. Wie viel Zeit bis zum Erreichen des nächsten Tons vergehen soll, kann auf dem Kontrollfeld links neben der Klaviatur stufenlos eingestellt werden. Auch ist der Cutoff (hier Brilliance genannt) des Tiefpassfilters für die polyphone und monophone Sektion einzeln steuerbar. Der Hüllkurvengenerator ist auf die beiden Stufen Attack (hier Soffiato genannt) und Decay beschränkt und nur für beide Sektionen gleichzeitig verfügbar. Zudem ist ein einfacher Pitch-Bender verbaut. Für die polyphone und monophone Sektion einzeln sowie auch gemeinsam steht zusätzlich ein Vibrato-Effekt mit wählbarer Geschwindigkeit zur Verfügung. Der „Wha Wha“-Effekt kann entweder beim Anstieg oder beim Abklingen des Klanges zugeschaltet werden und moduliert den Klang ähnlich einer langsam abschwingenden Gitarrensaite.
Auf der hinteren linken Seite verfügt das Syntorchestra über insgesamt fünf Schnittstellen. Die Tonausgabe erfolgt entweder gemeinsam über eine 6,35-mm-Buchse oder für jede Sektion einzeln über zwei solche Buchsen. So kann z. B. der polyphonen Sektion ein Phaser-Effekt zugefügt werden, ohne die monophone Sektion dadurch zu beeinflussen. Ein Schiebeschalter erlaubt das Wechseln zwischen zwei Signalstärken: „Low“, um das Instrument an empfindlicheren Geräten wie Gitarrenverstärkern einzusetzen, und „High“, welches ein für Studioaufnahmen geeignetes Line-Level-Signal ausgibt. Außerdem sind Möglichkeiten zum Stimmen sowohl der monophonen als auch polyphonen Sektion gegeben.
Der Netzschalter befindet sich ganz rechts und leuchtet bei eingeschaltetem Instrument rot auf.

### Lieferumfang und Gehäuse
Im Lieferumfang enthalten war neben Garantieunterlagen, Handbuch, Reparaturplänen und Notenständer zudem ein Volume-Pedal, welches an der Rückseite angeschlossen werden konnte und ähnlich einem Schwellpedal an einer Orgel die Steuerung der Gesamtlautstärke mit dem Fuß ermöglichte. Das Netzkabel ist nicht abziehbar und entspringt der Unterseite. Ein Schutzblech ist in das Gehäusedesign integriert – zum Transport wird es auf der Oberseite eingeklinkt und schützt so die Klaviatur und Schalter vor Beschädigungen. An der Oberkante des Deckels war zudem ein Tragegriff angebracht.
Das Instrument wurde ursprünglich als Zusatz zu den in den 1970er-Jahren üblichen elektronischen Orgeln konzipiert und so gestaltet, dass es oben auf der Orgelverkleidung Platz finden konnte. Es wurden zwei Varianten gefertigt, eine mit Holz-, die andere mit silberner Metallverkleidung, die technisch identisch sind.

## Wirkung
Das Syntorchestra wurde hauptsächlich in der elektronischen Musik der 1970er-Jahre, dabei insbesondere in Werken von Künstlern der Berliner Schule eingesetzt. Manuel Göttsching arrangierte weite Teile seines Albums New Age of Earth mit dem Instrument. Auch Klaus Schulze baute den ersten Teil des Stückes Mindphaser auf dem Album Moondawn von 1976 um Streicherklänge des Syntorchestra auf. Der griechische Musiker Vangelis verwendete es auf seinen ersten Alben Heaven and Hell von 1975 sowie Albedo 0.39 von 1976.